# Eumenes acuminatus
Eumenes acuminatus är en stekelart som beskrevs av Henri Saussure 1856. Eumenes acuminatus ingår i släktet krukmakargetingar, och familjen Eumenidae. Inga underarter finns listade i Catalogue of Life.